# Anke Baier
Anke Baier-Loef (Eisenach, 22 maggio 1972) è un'ex pattinatrice di velocità su ghiaccio tedesca.

## Palmarès

### Olimpiadi
- Argento a Lillehammer 1994 nei 1000 metri.